# Vass Henrik
Vass Henrik (Steiner, Pápa, 1915. június 1. – Budapest, 2004. augusztus 28.) magyar történész, politikus.

## Élete
Munkáscsaládban, Steiner Lajos sütősegéd és Krausz Mária (Mina) fiaként született. Elemi iskolát és a polgári iskola négy osztályát végezte, majd 1932-től Pápán volt cipészsegéd. 1937-ben belépett az illegális Kommunisták Magyarországi Pártjába. 1939-től katona volt, 1941-ben munkaszolgálatos lett. 1942 nyarán szovjet hadifogságba került, ahonnan 1945 októberében térhetett haza. 1945 és 1948 között a Pápai Néplap felelős szerkesztőjeként dolgozott, majd 1948-tól 1949-ig a Magyar Kommunista Párt, illetve a Magyar Dolgozók Pártja Sajtóosztályának alosztályvezetője volt.
1949 és 1951 között a Pártfőiskolán tanult, majd a Szikra Könyvkiadó osztályvezetője lett, 1957-ben pedig az Eötvös Loránd Tudományegyetem Lenin Intézetében szerzett marxizmus-leninizmus szakos középiskolai tanári diplomát és a Kossuth Könyvkiadó igazgatóhelyettese, majd igazgatója volt. Az 1956-os forradalom idején az V. kerületi pártház fegyveres védelmét irányította. 1961 és 1980 között a Magyar Szocialista Munkáspárt Központi Bizottsága Párttörténeti Intézetének igazgatójaként, illetve a Párttörténeti Közlemények és a Propagandista szerkesztőbizottságának elnökeként dolgozott.
1972-től az MSZMP KB Kultúrpolitikai Munkaközösségének, majd 1975 és 1980 között az MSZMP KB tagja volt. 1980-ban a történelemtudományok kandidátusa, 1983-ban az ELTE BTK Új- és Legújabbkori Történeti Tanszékének címzetes egyetemi tanára, 1990-ben pedig a történelemtudományok doktora lett. Az MTA Történettudományi Bizottságának tagja, 1970-től a Magyar Történelmi Társulat alelnöke és az igazgatóválasztmány tagja, a Magyar Munkásmozgalmi Múzeum tudományos tanácsának és a második világháború történetével foglalkozó nemzetközi bizottság magyar tagozatának elnöke volt.
Szakterülete volt a 20. századi magyar és egyetemes munkásmozgalom-történet, elsősorban az 1917–1919-es forradalmak, azok nemzetközi és magyarországi hatásai, a Magyar Szocialista Munkáspárt (MSZMP) története, a munkásmozgalom-, illetve a párttörténet módszertani kérdései is. Jelentős forráskiadói tevékenységet folytatott, melynek keretében az MSZMP határozatait, rendeleteit, egyéb dokumentumait adta közre. Számos népszerű történelmi mű szerzője és szerkesztője volt.
2004-ben hunyt el Budapesten, a Fiumei úti sírkertben nyugszik.

## Díjai, elismerései
- Munka Érdemrend (1953; arany, 1965 és 1970)
- Partizán Emlékérem (1956)
- Munkás–Paraszt Hatalomért Emlékérem (1957)
- Szocialista Hazáért Érdemérem (1967)
- Szocialista Magyarországért Érdemérem (1978)
- a Munka Vörös Zászlórendje (1985)